# 新埔潘屋
新埔潘屋（亦稱新埔潘宅或潘氏古厝），是一座位於臺灣新竹縣新埔鎮的宗祠建築，由潘氏族人建於清咸豐十一年（1861年），並於2006年7月24日被新竹縣政府重新登錄為縣定古蹟，為新埔鎮和平街上眾宗祠中唯一屬「宅第類」的古蹟。

## 歷史
清乾隆五十一年（1786年），潘庶賢從廣東省移居來臺灣，居住於中壢，後被楊家招贅為婿，與楊氏結婚生下一女，但母女二人皆早逝，妻舅又將家產典當一空。潘庶賢因此搬遷至竹塹（新竹縣舊稱）的新埔與朋友合資經營生意，於當地經營商號金和號，成為當地重要的商家。潘庶賢事業有成後，於嘉慶二十年（1815年）在鳳山溪坡谷北側購買地產，並以土墼（泥土及稻草混和而成）為主建材建屋，此屋也成為後來新埔潘屋的雛形。
咸豐十一年（1861年），潘庶賢後人潘清漢與潘澄漢二人以潘屋作為基礎重加修建，因為當時的社會治安較差，因此採用了大量紅磚與花崗石在原先的土墼屋子外構築出具有防禦作用的建築構造，也在灰泥牆中隱藏13處射擊用的槍口，包括門口左、右兩側，窗檯下方、以及外牆窗框，以此構築出可團結抵禦外敵的防禦火網。潘屋所在位置處於風水學上之「螃蟹穴」，位於新埔市街的中央地帶，由於後來宅前興建了和平街，使得原先寬廣的腹地大為縮小。

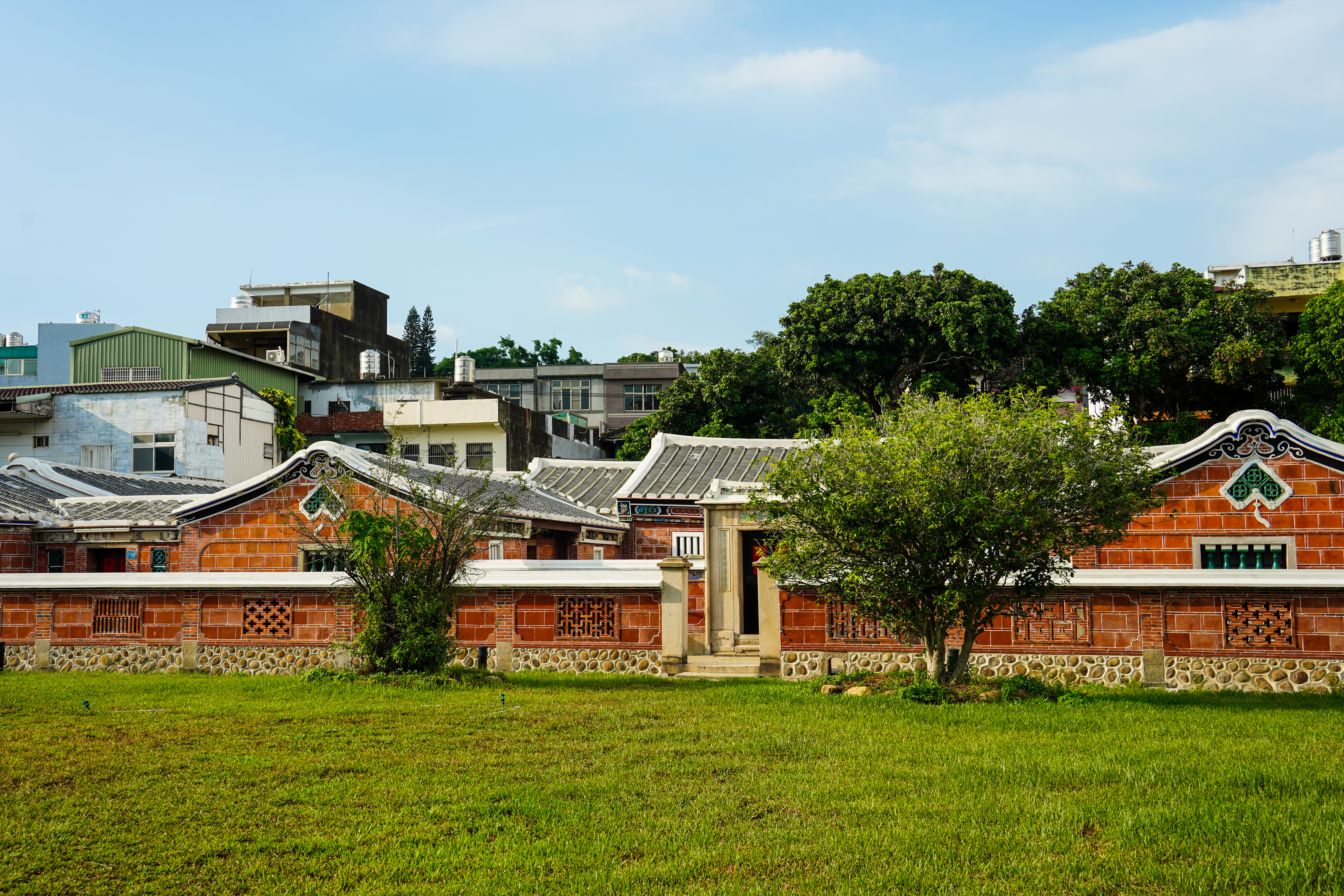
新埔潘屋外觀

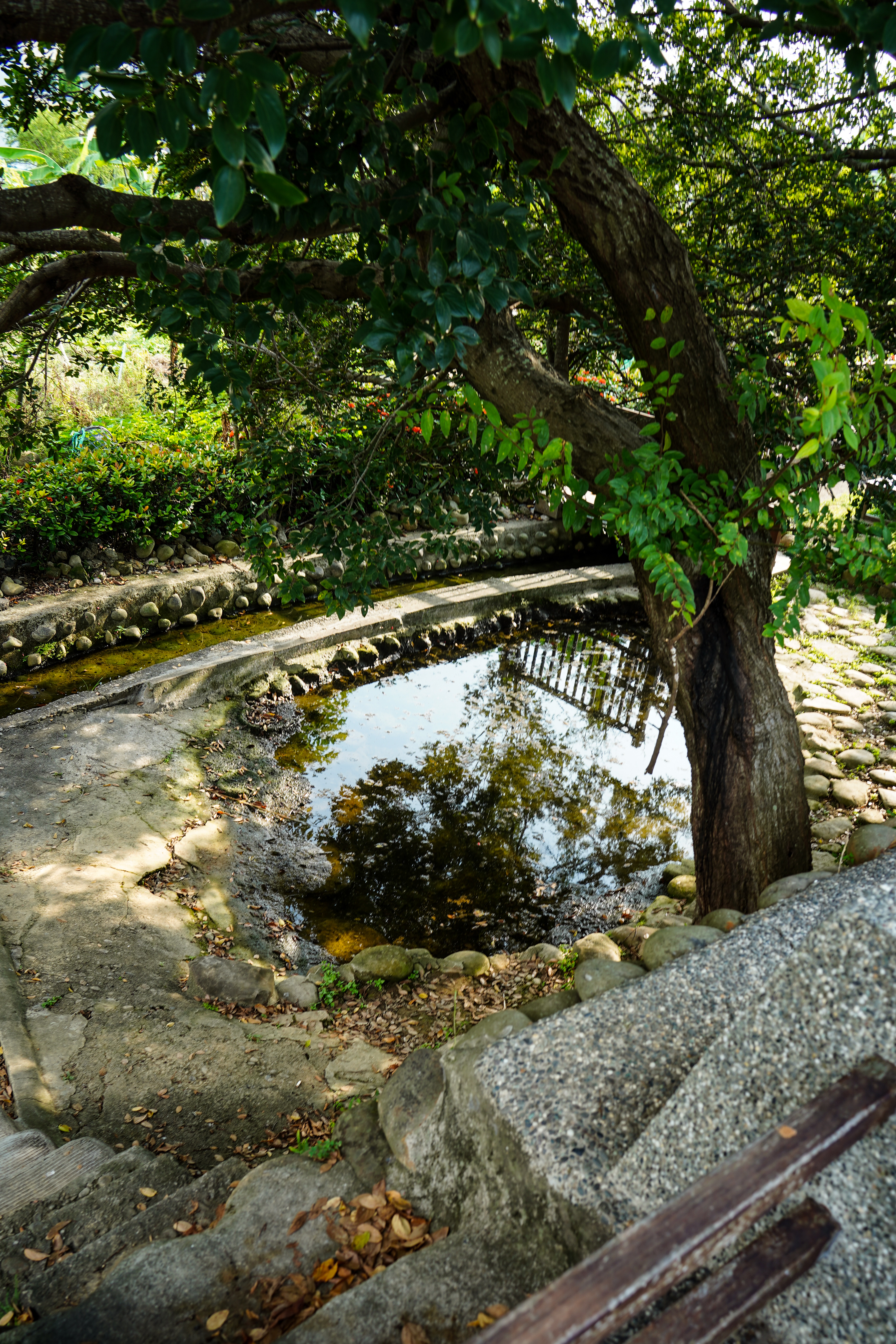
潘屋前螃蟹穴洗衫窟

### 維護修復
1985年8月19日，新竹縣政府以具歷史文化保存價值為理由將新埔潘屋（建築本體,前庭）公告為三級古蹟，後續依然由潘氏家族族人居住管理維護。但潘氏古宅依然因為管理維護的缺失及不當的修繕，使得古蹟破損而衰壞。2006年7月24日，重新登錄為縣定古蹟。2012年起陸續獲得客委會、文化部等中央補助，開始進行修復前置作業，包括對建築的調查、設計。2018年在縣府和潘氏家族合作下，爭取文化部補助總計新臺幣5042萬元作為修復工程經費。
2018年11月18日，已經有200多年歷史的新埔潘屋舉行了修復的開工典禮，總計將投入新臺幣5332萬元。主要修復因潮濕引起的木頭腐蝕以及白蟻造成的蟲蛀狀況，另外因風化造成的建築結構龜裂、剝裂以及褪色也都是修復工程的重點。在修復過程中亦發現許多先人設計的巧思，包括利於貓捉老鼠的「貓洞」，以及隱匿的槍孔，還有避免年久失修導致門窗喪失功能的雙門（窗）楣設計等。修復工匠亦發現潘宅利用花崗岩所砌成的牌樓相當少見，相較於其他客家建築多用紅磚所砌，更加凸顯潘家在當時雄厚的財力。
2020年2月25日，新竹縣政府更改古蹟登錄資料，依據在地慣用名稱變更古蹟名稱為「新埔潘屋」，並且增加定著土地範圍。
2021年1月16日，歷經兩年多的修復工程竣工。修復完工後的潘屋預計未來將開放參觀，並在內橫屋展示家族相關文物，兩側外橫屋則計畫引入輕食咖啡以及文創手作者進駐。

## 建築形式
新埔潘屋為單進三開間帶四橫屋（護龍）並有雙重院牆的三合院建築形式。外橫屋山面較內橫屋突出約一間的距離，外橫屋間又增一道圍牆，內外院牆各自與內外橫屋的山牆相連，兩院牆間的空間則形成橫屋出入的巷道。外院牆於中央處以石質門柱構築成門洞，利用各式磚砌漏窗形成的牆體既能使空氣流通，又能夠避免視線穿透。內院牆則採外石內磚的方式砌成單開間的牆門，門上安上板瓦形成歇山門罩，並有剪黏圖象置於脊肚。門面使用大塊花崗石板嵌成。由於潘清漢與父親潘榮光，於清嘉慶年間先後受冊封「孝友傳家」，因此中門上有額書：「孝友傳家」，左、右楹聯題：「孝行素孚人言無間，友聲卓著鄉譽攸同」，門楣處則有泥塑製之「福星拱照」匾額。正廳主要供奉祖先牌位及主人家居用途，廳內懸有「貢元」匾額，為咸豐十一年（1861年）潘庶賢之子潘榮光所立。
新埔潘屋大量使用以灰泥為底的彩繪花磚，包含屋身最上方「水車堵」，上頭泥塑作品因歷經風霜表現出殘缺的美感，人物神情依然清晰傳神，十分具有藝術價值，使得新埔潘宅成為客家建築工藝的代表性建物。